# Аарон Петтвей
Аарон Петтвей (англ. Aaron Pettway; нар. 4 січня 1980) — американський баскетболіст. Центровий, виступає за «Аполлон» (Лімасол).

## Клубна кар'єра
Упродовж 2004—2006 років виступав за «Оклахому» в лізі NCAA. 2006 року задрафтований клубом USBL «Оклахома Сторм», за який провів 22 матчі, набираючи в середньому по 2,7 очка, 2,7 підбора та 1,6 блок-шота за гру. Сезон 2006-2007 провів у польській «Ґдині», де був баскетболістом стартової п'ятірки. У чемпіонаті зіграв 35 матчів зі середніми показниками 9,2 очка, 7,3 підбора, 1,9 блок-шота. Брав участь у Матчі всіх зірок польської ліги.
Потім перейшов до турецької «Анталії», а потім до «Страсбурга» (Франція). У складі французького колективу провів 10 матчів у Кубку УЛЕБ (9,2 очка, 7,2 підбора, 1,3 блок-шота).
Улітку 2008 року перебував у тренувальному таборі НБА з «Мемфіс Ґріззліс», однак травма завадила Аарону дебютувати в лізі. Відтак виступав у «Вентспілсі» (Латвія), з яким грав у Євролізі та Єврокубку.
З 6 лютого 2010 року офіційно став гравцем українського БК «Дніпро». Сезон 2010/11 розпочав у барвах сербської «Цедевіти» в Адріатичній лізі, але вже в листопаді повернувся до «Дніпра». По закінченні сезону гравець довгий час добивався виплати заборгованостей із зарплати. 2013 року спортивний арбітражний суд ухвалив рішення, яким зобов'язав «Дніпро» виплатити 32 тис. доларів, а також відсотки, які набігли від 2011 року  [Архівовано 17 листопада 2015 у Wayback Machine.].
У 2013—2014 роках — у тайванських клубах «Кінмен Каолянь» і «Юлон Люксґен»  [Архівовано 17 листопада 2015 у Wayback Machine.], 2015/16 — у кіпрському «Аполлоні» (Лімасол).